# Niemieccy posłowie do Parlamentu Europejskiego 2004–2009
Niemieccy posłowie VI kadencji do Parlamentu Europejskiego zostali wybrani w wyborach przeprowadzonych 13 czerwca 2004.

## Lista posłów
Wybrani z listy Unii Chrześcijańsko-Demokratycznej
- Rolf Berend
- Reimer Böge
- Elmar Brok
- Daniel Caspary
- Christian Ehler
- Karl-Heinz Florenz
- Michael Gahler
- Roland Gewalt, poseł do PE od 27 października 2005
- Lutz Goepel
- Alfred Gomolka
- Ingeborg Gräßle
- Ruth Hieronymi
- Karsten Friedrich Hoppenstedt
- Georg Jarzembowski
- Elisabeth Jeggle
- Ewa Klamt
- Christa Klaß
- Dieter-Lebrecht Koch
- Christoph Werner Konrad
- Werner Langen
- Kurt Joachim Lauk
- Kurt Lechner
- Klaus-Heiner Lehne
- Peter Liese
- Thomas Mann
- Hans-Peter Mayer
- Hartmut Nassauer
- Doris Pack
- Markus Pieper
- Hans-Gert Pöttering
- Horst Posdorf, poseł do PE od 24 października 2005
- Godelieve Quisthoudt-Rowohl
- Herbert Reul
- Horst Schnellhardt
- Jürgen Schröder
- Andreas Schwab
- Renate Sommer
- Thomas Ulmer
- Karl von Wogau
- Rainer Wieland

Wybrani z listy Unii Chrześcijańsko-Społecznej
- Albert Deß
- Markus Ferber
- Ingo Friedrich
- Martin Kastler, poseł do PE od 4 grudnia 2008
- Angelika Niebler
- Bernd Posselt
- Gabriele Stauner, poseł do PE od 17 stycznia 2006
- Manfred Weber
- Anja Weisgerber

Wybrani z listy Socjaldemokratycznej Partii Niemiec
- Udo Bullmann
- Evelyne Gebhardt
- Norbert Glante
- Lissy Gröner
- Matthias Groote, poseł do PE od 26 października 2005
- Klaus Hänsch
- Jutta Haug
- Karin Jöns
- Heinz Kindermann
- Constanze Krehl
- Wolfgang Kreissl-Dörfler
- Helmut Kuhne
- Josef Leinen
- Erika Mann
- Vural Öger
- Bernhard Rapkay
- Ulrike Rodust, poseł do PE od 29 sierpnia 2008
- Dagmar Roth-Behrendt
- Mechtild Rothe
- Martin Schulz
- Ulrich Stockmann
- Ralf Walter
- Barbara Weiler

Wybrani z listy Związku 90/Zieloni
- Angelika Beer
- Hiltrud Breyer
- Daniel Cohn-Bendit
- Michael Cramer
- Friedrich-Wilhelm Graefe zu Baringdorf
- Rebecca Harms
- Milan Horáček
- Gisela Kallenbach
- Cem Özdemir
- Heide Rühle
- Frithjof Schmidt
- Elisabeth Schroedter
- Helga Trüpel

Wybrani z listy Wolnej Partii Demokratycznej
- Alexander Alvaro
- Jorgo Chatzimarkakis
- Wolf Klinz
- Silvana Koch-Mehrin
- Holger Krahmer
- Alexander Graf Lambsdorff
- Willem Schuth

Wybrani z listy PDS
- André Brie
- Sylvia-Yvonne Kaufmann
- Helmuth Markov
- Tobias Pflüger
- Feleknas Uca
- Sahra Wagenknecht
- Gabriele Zimmer

Byli posłowie VI kadencji do PE
- Garrelt Duin (wybrany z listy SPD), do 17 października 2005, zrzeczenie
- Armin Laschet (wybrany z listy CDU), do 29 czerwca 2005, zrzeczenie
- Alexander Radwan (wybrany z listy CSU), do 2 grudnia 2008, zrzeczenie
- Willi Piecyk (wybrany z listy SPD), do 31 lipca 2008, zgon
- Ingo Schmitt (wybrany z listy CDU), do 17 października 2005, zrzeczenie
- Jürgen Zimmerling (wybrany z listy CDU), od 6 lipca 2005 do 8 października 2005, zgon
- Joachim Wuermeling (wybrany z listy CSU), do 18 grudnia 2005, zrzeczenie